# Кајл Столк
Кајл Столк (хол. Kyle Stolk; Иденвејл, 28. јун 1996) холандски је пливач чија ужа специјалност су трке слободним стилом, углавном на дистанцама од 100 метара.

## Спортска каријера
Столк је рођен у Јужноафричкој Републици, где је и почео да тренира пливање још као седмогодишњи дечак. Када је имао 11 година са родитељима се преселио у Ирску, а потом три године касније и у Холандију, у град Ајндховен.   
Непуне две године након доласка у Холандију дебитовао је за репрезентацију те земље на Европском јуниорском првенству које је одржано у пољском Познању (2013), а где је освојио и прву медаљу у каријери, сребро у трци на 100 метара слободним стилом. Јуниорску каријеру је завршио 2014. освајањем титуле континенталног првака на 200 слободно на првенству одржаном у Дордрехту, односно сребрне медаље на Олимпијским играма младих у Нанкингу у истој дисциплини. 
Сениорски деби на највећим међународним такмичењима је имао на првенству света одржаном у руском Казању 2015. где је остварио неколико запаженијих наступа у штафетним тркама. Са одличним наступима у штафетним тркама је наставио и на Европском првенству у Лондону 2016. где је заједно са  Дресенсом, Брзосковским и Версхуреном освојио титулу континенталног првака у штафети 4×200 слободно. Три месеца касније холандска штафета на 4×200 слободно је освојила седмо место у финалу Олимпијских игара у Рију, а Холанђани су у финалу пливали у истом саставу као и на првенству Европе. 
На другом наступу на светским првенствима у великим базенима, у Будимпешти 2017, освојио је сребрну медаљу у трци мешовитих штафета на 4×100 слободно. Крајем године, на Европском првенству у малим базенима одржаном у Копенхагену освојио је бронзану медаљу у трци на 100 метара мешовитим стилом, што је била његова прва појединачна медаља освојена у сениорској конкуренцији. Дан раније освојио је златну медаљу у трци мешовитих штафета на 4×50 слободно. 
На свом трећем узастопном учешћу на светским првенствима у великим базенима, у корејском Квангџуу 2019, пливао је у финалу микс штафета на 4×100 слободно где су Холанђани заузели шесто место. Пливао је и за мушку штафету 4×100 слободно која је такмичење завршила на 16. месту у квалификацијама, док је једину појединачну трку у којој се такмичио, ону на 100 слободно завршио на 25. месту. 